# Weinan
Weinan (kinesisk skrift: 渭南; pinyin: Wèinán) er en by på præfekturniveau i provinsen Shaanxi i det centrale Kina, ikke langt øst for provinshovedstaden Xi'an. Præfekturet har et areal på 13,134 km², og en befolkning på 5.480.000 mennesker (2007).
Byen ligger i Wei He-dalen, det vil sige på Guanzhongsletten, ved jernbanelinjen mellem Xi'an og Zhengzhou, hovedstaden i naboprovinsen Henan. 
Landbrugsproduktionen i området omfatter blandt andet om æg, hvede og bomuld. Men der dyrkes også kinesiske stikkelsbær («kiwi») her. 

## Historie
Arkæologiske udgravninger vidner om at Weinan var et kulturområde under det vestlige Zhou-dynasti og senere. 
I 1556 var amtet Hua i dette område epicenter til verdens mest dødbringende jordskælv, Shaanxi-jordskælvet 1556.

## Administrative enheder
Weinan består af et bydistrikt, to byamter og otte amter:
- Bydistriktet Linwei – 临渭区 Línwèi Qū ;
- Byamtet Huayin – 华阴市 Huàyīn Shì ;
- Byamtet Hancheng – 韩城市 Hánchéng Shì ;
- Amtet Hua – 华县 Huà Xiàn ;
- Amtet Tongguan – 潼关县 Tóngguān Xiàn ;
- Amtet Dali – 大荔县 Dàlì Xiàn ;
- Amtet Pucheng – 蒲城县 Púchéng Xiàn ;
- Amtet Chengcheng – 澄城县 Chéngchéng Xiàn ;
- Amtet Baishui – 白水县 Báishuǐ Xiàn ;
- Amtet Heyang – 合阳县 Héyáng Xiàn ;
- Amtet Fuping – 富平县 Fùpíng Xiàn.

## Trafik

### Jernbane
Weinan har station på Longhaibanen, Kinas vigtigste jernbanelinje i øst-vestlig retning, som løber fra Lianyungang til Lanzhou via blandt andet Xuzhou, Kaifeng, Zhengzhou, Luoyang og Xi'an.

### Veje
Kinas rigsvej 108 løber gennem området. Den begynder i Beijing og fører via Taiyuan, Xi'an og Chengdu mod syd til Kunming i den sydvestlige provins Yunnan.
34°30′N 109°30′Ø / 34.500°N 109.500°Ø